# Philip Davis
Philip Edward "Brave" Davis (født 7. juni 1951) er en bahamansk politiker, som har været Bahamas' premierminister siden 2021. Davis er leder af partiet Progressive Liberal Party (PLP).
PLP vandt parlamentsvalget i Bahamas 16. september 2021, og 17. september blev Davis taget i ed som premierminister. Davis var vicepremierminister og minister for offentlige arbejder og byudvikling under premierminister Perry Christie 2012-2017.